# Paroplocephalus atriceps
Paroplocephalus atriceps är en ormart som beskrevs av Storr 1980. Paroplocephalus atriceps är ensam i släktet Paroplocephalus som ingår i familjen giftsnokar och underfamiljen havsormar. IUCN kategoriserar arten globalt som sårbar. Inga underarter finns listade i Catalogue of Life.
Arten förekommer i delstaten Western Australia i Australien. Honor lägger inga ägg utan föder levande ungar. Ormen är med en längd upp till 75 cm liten. Den lever i torra landskap. Födan antas vara ödlor men teorin behöver bekräftas. Det giftiga bettet kan vara farligt för människor.